# All I Know
«All I Know» es una canción del artista canadiense The Weeknd, con el rapero estadounidense Future, parte de su tercer álbum de estudio Starboy (2016). Fue escrita por ambos artistas junto a Ahmad Balshe, Ben Billions y Cashmere Cat, siendo productores estos dos últimos y The Weeknd. Es una de las pistas de Starboy que aparecieronen el cortometraje Mania. Es una de las dos colaboraciones de Future en el álbum, la otra es "Six Feet Under". Es la tercera colaboración global entre ambos.

## Recepción

### Comercial
Al igual que el resto de las canciones de Starboy, «All I Know» logró entrar en el Billboard Hot 100, alcanzando el número 46.  También figuró en las listas R&B Songs y Hot R&B/Hip-Hop Songs. La canción también llegó al número 38 en el Canadian Hot 100, alcanzando el Top 40.

## Listas
| Lista (2016–17)                        | Mejor posición |
| -------------------------------------- | -------------- |
| Canadá (Canadian Hot 100)              | 38             |
| Francia (SNEP)                         | 184            |
| Países Bajos (Mega Single Top 100)     | 99             |
| Reino Unido (UK Singles Chart)         | 76             |
| Reino Unido (UK R&B Chart)             | 23             |
| Estados Unidos (Billboard Hot 100)     | 46             |
| Estados Unidos (Hot R&B/Hip-Hop Songs) | 21             |